# Domingo de Céspedes

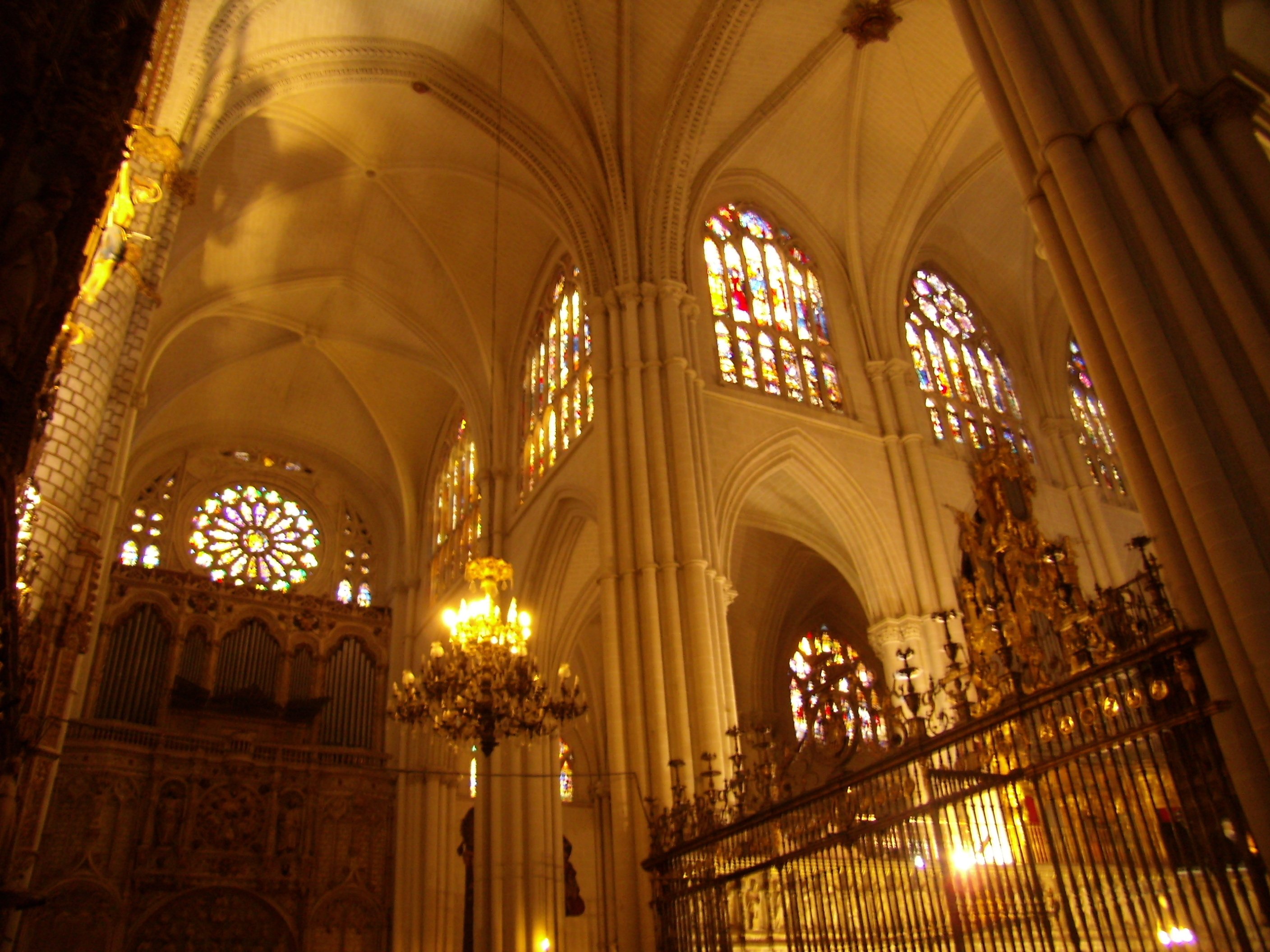
Reixa del cor de la catedral de Toledo per Domingo de Céspedes

Domingo de Céspedes, natural de Toledo, va ser un arquitecte i ferrer catalogat —junt amb Francisco de Villalpando— com dels més il·lustres de la península Ibèrica durant el segle xvi. Domingo era conegut com El mestre Domingo, nom amb el qual signava tots els seus treballs. Va ser un dels escollits pel capítol de la catedral de Toledo als quals se'ls va sol·licitar la presentació de dissenys per a la realització de les reixes de la Capilla Mayor i del cor pel mencionat temple. Domingo va presentar, a part dels plànols, el seu model tallat en fusta. Va ser contractat per a la reixa del cor, mentre que Villalpando ho va ser per a la reixa de la Capilla Mayor.
La reixa del cor es va realitzar entre els anys 1541 i 1548. Domingo va tenir com a ajudant al seu gendret Fernando Bravo, també de Toledo. A la part superior de la reixa hi ha un fris que conté medallons que s'alternen amb un petit balustre, i aAl centre de la cresteria hi ha l'escut del cardenal Silíceo. La reixa va ser platejada al foc.
Per a aquesta catedral, Domingo ja havia realitzat les reixes per a la Capilla de los Reyes Viejos l'any 1529 amb adorns elaborats minuciosament i rematada a dalt de tot amb l'escut del cardenal Fonseca. També és de la seva autoria la reixa de la Capilla Baptismal, en la qual va estar treballant durant els anys 1522 al 1524. Per a la Capilla de los Reyes Nuevos se li'n van encarregar dues, una per a tancar l'entrada i una altra per al centre de la capella: aquestes van ser fetes l'any 1533.